# Hardwick (Hardwick with Tusmore)
Hardwick – wieś w Anglii, w hrabstwie Oxfordshire, w dystrykcie Cherwell. Leży 23 km na północ od Oksfordu i 94 km na północny zachód od Londynu.